# Ericameria
 Ericameria   Nutt., 1840  è un genere di piante angiosperme dicotiledoni della famiglia delle Asteraceae, sottofamiglia Asteroideae, tribù Astereae (North American lineage) e sottotribù Pentachaetinae.

## Etimologia
Il nome del genere deriva dal nome del genere botanico Erica e dal greco "meros" (= parte o porzione) e fa riferimento alla somiglianza, in parte, delle foglie con il genere Erica.
Il nome scientifico del genere è stato definito dal botanico Thomas Nuttall (1786-1859) nella pubblicazione " Transactions of the American Philosophical Society Held at Philadelphia for Promoting useful Knowledge. Philadelphia" (  Trans. Amer. Philos. Soc. ser. 2, 7: 318 (-319)) del 1840.

## Descrizione

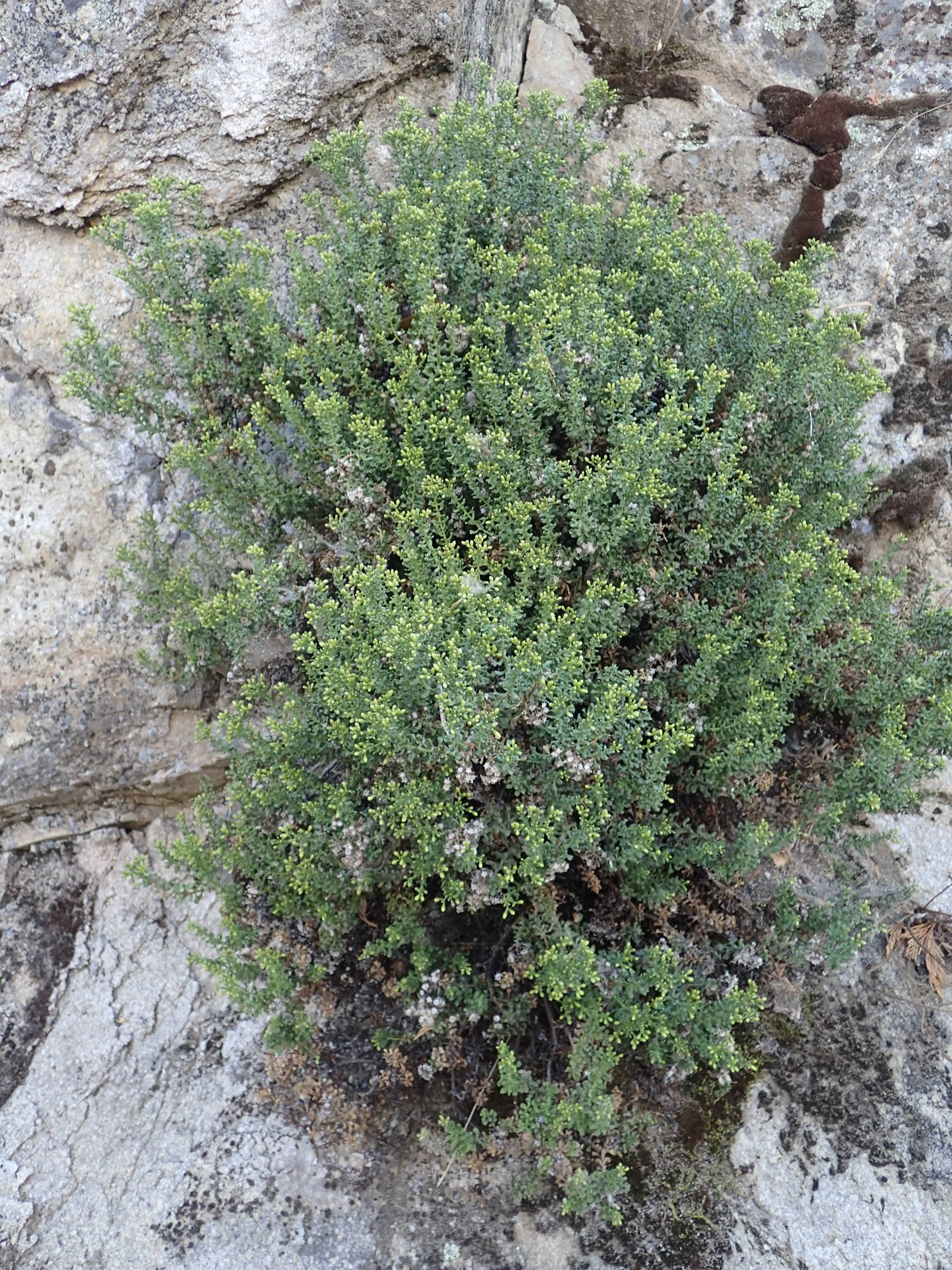
Il portamento
Ericameria cuneata

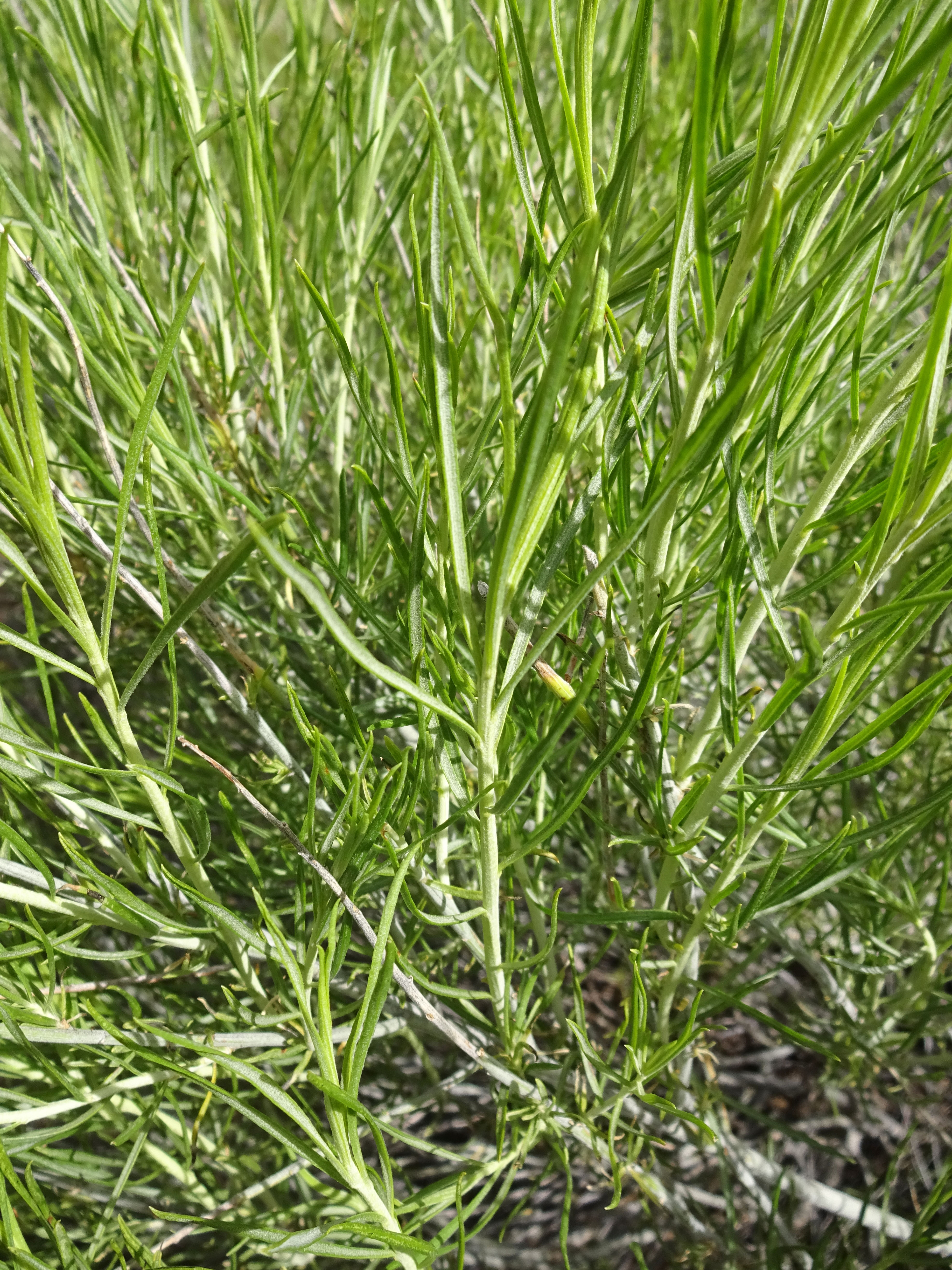
Le foglie
Ericameria nauseosa

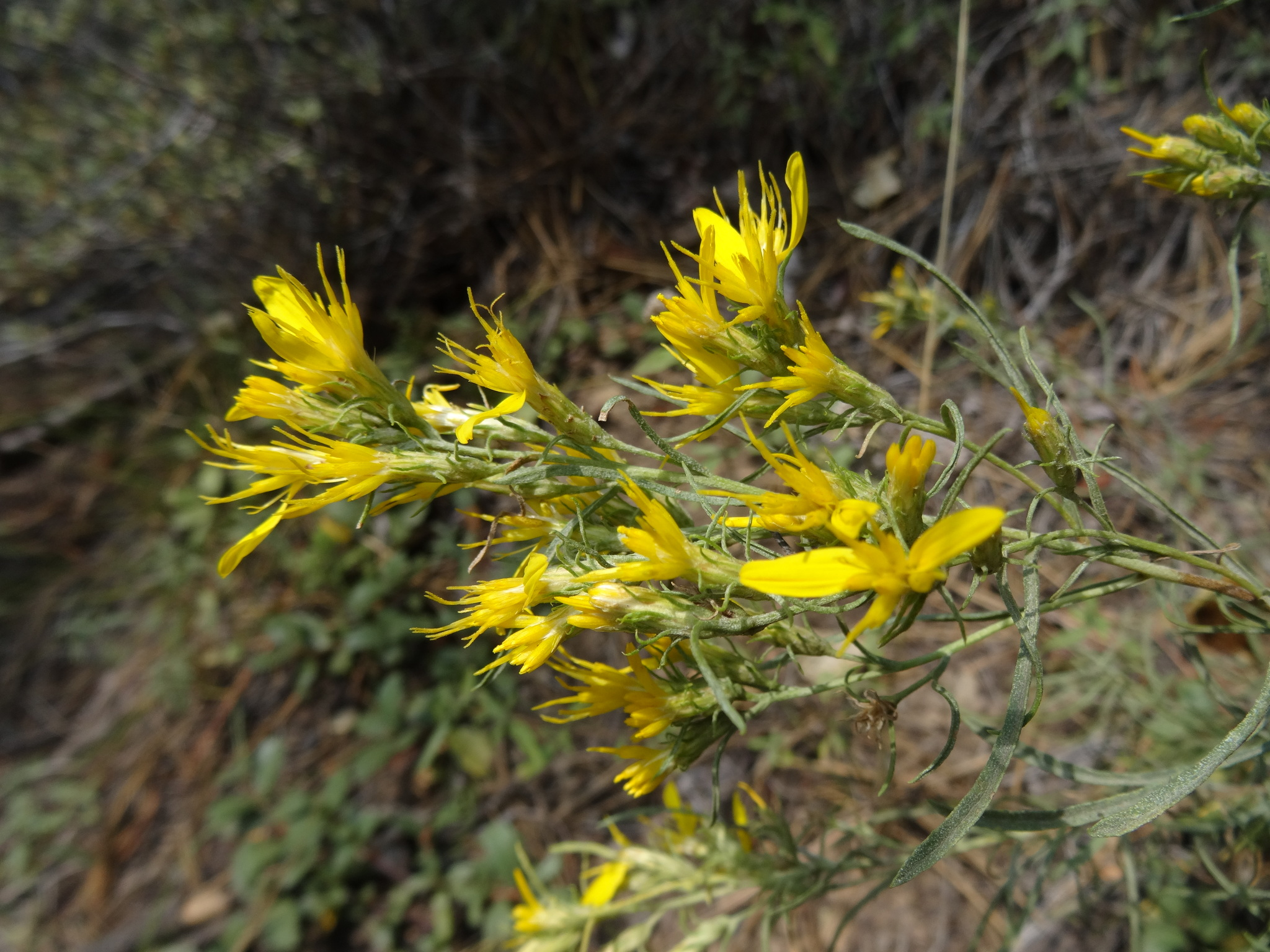
Infiorescenza
Ericameria bloomeri

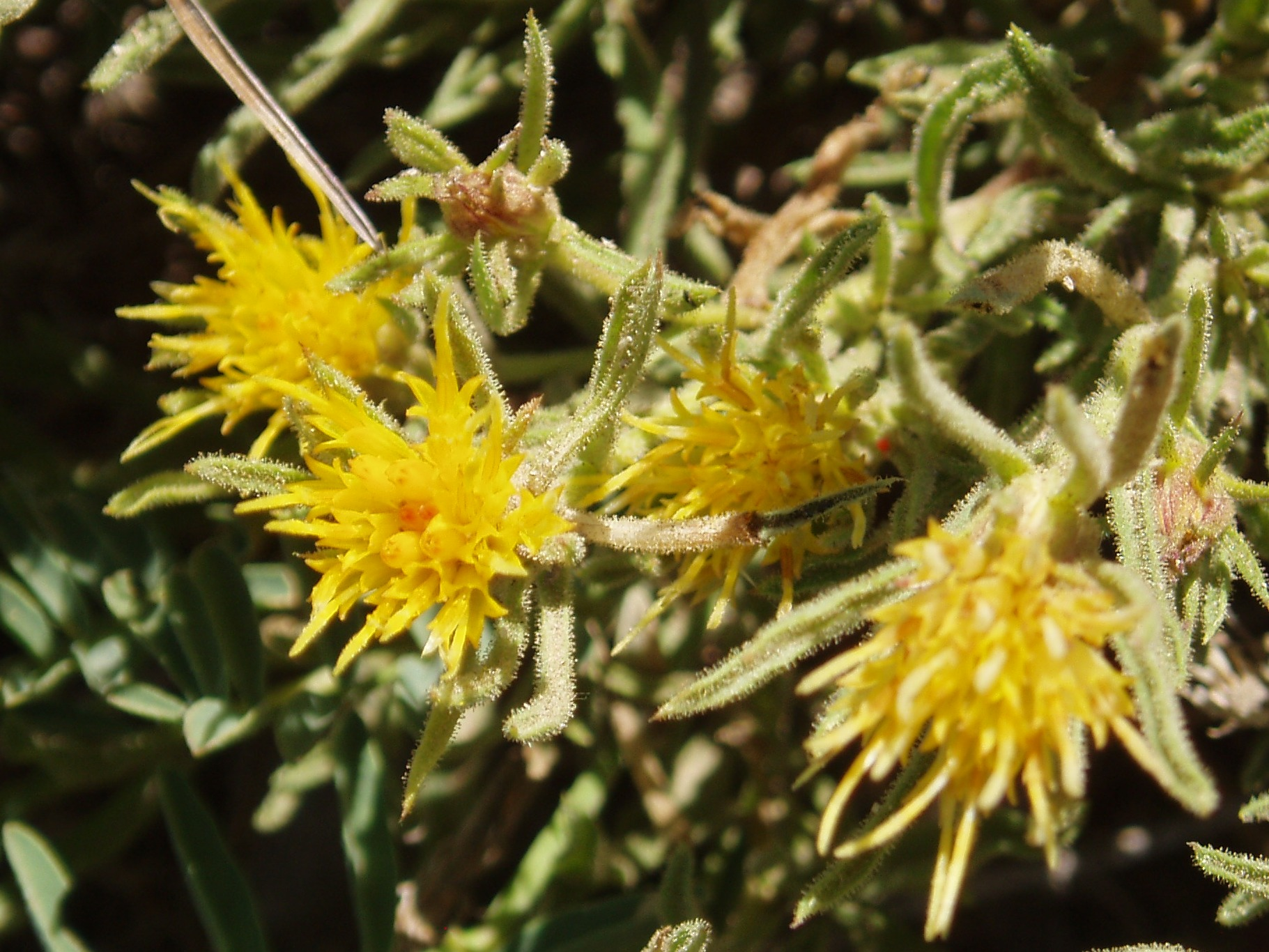
I fiori
Ericameriadiscoidea

Portamento. Le specie di questo genere hanno un habitus di tipo erbaceo sempreverde abustivo (anche arboreo). Le superfici di queste piante possono essere glutinose o tomentose.
Fusto. La parte aerea è eretta, spesso ramosamente intricata. Altezza media: 10 - 500 cm.
Foglie. Le foglie, sessili o brevemente picciolate, in genere persistenti, lungo il fusto sono disposte in modo alternato; la lamina è intera con forme da lineare a strettamente spatolate, margini interi o ondulati e apici acuti. Le superfici sono dotate di punti ghiandolari.
Infiorescenza. Le sinflorescenze sono scapose (capolini solitari) che composte da diversi capolini raccolti in formazioni tirsoidi (ma anche racemose o corimbose). Le infiorescenze vere e proprie sono composte da un capolino terminale lungamente peduncolato di tipo radiato o discoidale. I capolini sono formati da un involucro, con forme da turbinate a subcampanulate, composto da 8 - 60 brattee, al cui interno un ricettacolo fa da base ai fiori di due tipi: fiori del raggio e fiori del disco. Le brattee, piatte e a consistenza erbacea, sono disposte in modo più o meno embricato su 2 - 7 serie. Il ricettacolo, bucherellato, è nudo ossia senza pagliette a protezione della base dei fiori; la forma è leggermente convessa. Dimensione degli involucri: 4 - 19 x 2 - 18 mm.
Fiori.  I fiori sono tetra-ciclici (formati cioè da 4 verticilli: calice – corolla – androceo – gineceo) e pentameri (calice e corolla formati da 5 elementi). Si distinguono in:
- fiori del raggio (esterni): sono da 0 a 18 per capolino (ma possono mancare), sono femminili e sono disposti su una sola serie; la forma è ligulata (zigomorfa);
- fiori del disco (centrali): sono più numerosi (da 4 a 70) con forme brevemente tubulose (attinomorfe); sono ermafroditi.

- Formula fiorale:

*/x K {\displaystyle \infty }, [C (5), A (5)], G 2 (infero), achenio
- Calice: i sepali del calice sono ridotti ad una coroncina di squame.

- Corolla:

- fiori del raggio: la forma della corolla alla base è più o meno tubulosa, mentre all'apice è ligulata contorta; la ligula può terminare con alcuni denti; il colore è giallo;
- fiori del disco: la forma è tubulare bruscamente divaricata in 5 lobi; i lobi, patenti-ricurvi o eretti, hanno una forma triangolare; il colore è giallo o giallo-forte.

- Androceo: l'androceo è formato da 5 stami sorretti da filamenti generalmente liberi; gli stami sono connati e formano un manicotto circondante lo stilo; le teche (produttrici del polline) alla base sono troncate e sono lievemente auricolate (molto raramente sono speronate o hanno una coda); le appendici apicali delle antere hanno delle forme piatte e lanceolate; il tessuto endoteciale (rivestimento interno dell'antera) è quasi sempre polarizzato (con due superfici distinte: una verso l'esterno e una verso l'interno). Il polline è sferico con un diametro medio di circa 25 micron;  è tricolporato (con tre aperture sia di tipo a fessura che tipo isodiametrica o poro) ed è echinato (con punte sporgenti).[10][12]

- Gineceo: l'ovario è infero uniloculare formato da 2 carpelli.[6] Lo stilo (il recettore del polline) è profondamente bifido (con due stigmi divergenti) e con le linee stigmatiche marginali separate e lunghe.[13] I due bracci dello stilo hanno una forma da lanceolata a lineare e possono essere papillosi o ricoperti da ciuffi di peli.

Frutti. I frutti sono degli acheni con pappo; 
- achenio:  gli acheni sono affusolati ma compressi lateralmente, con un profilo da strettamente oblungo a oblanceolato; hanno 5 - 12 coste; la superficie varia da strigosa a sericea;
- pappo: il pappo è formato da 20 - 60 setole barbate da biancastre a marrone disposte su una (o più) serie.

## Biologia
Impollinazione: l'impollinazione avviene tramite insetti (impollinazione entomogama tramite farfalle diurne e notturne).

Riproduzione: la fecondazione avviene fondamentalmente tramite l'impollinazione dei fiori (vedi sopra).

Dispersione: i semi (gli acheni) cadendo a terra sono successivamente dispersi soprattutto da insetti tipo formiche (disseminazione mirmecoria). In questo tipo di piante avviene anche un altro tipo di dispersione: zoocoria. Infatti gli uncini delle brattee dell'involucro (se presenti) si agganciano ai peli degli animali di passaggio disperdendo così anche su lunghe distanze i semi della pianta. Inoltre per merito del pappo il vento può trasportare i semi anche a distanza di alcuni chilometri (disseminazione anemocora).

## Distribuzione e habitat
Le specie di questo genere sono distribuite in Messico, U.S.A. e Canada. Le piante, come habitat, prediligono gli affioramenti rocciosi e substrati asciutti, sassosi o sabbiosi del Nord America occidentale.

## Sistematica
La famiglia di appartenenza di questa voce (Asteraceae o Compositae, nomen conservandum) probabilmente originaria del Sud America, è la più numerosa del mondo vegetale, comprende oltre 23.000 specie distribuite su 1.535 generi, oppure 22.750 specie e 1.530 generi secondo altre fonti (una delle checklist più aggiornata elenca fino a 1.679 generi). La famiglia attualmente (2021) è divisa in 16 sottofamiglie; la sottofamiglia Asteroideae è una di queste e rappresenta l'evoluzione più recente di tutta la famiglia.

### Filogenesi
La tribù Astereae (una delle 21 tribù della sottofamiglia Asteroideae) comprende circa 40 sottotribù. In base alle ultime ricerche nella tribù sono stati individuati (provvisoriamente) 5 principali lignaggi:
- Basal grade: include alcuni generi isolati, il gruppo "South American-Oceania",  alcune sottotribù africane e il gruppo dei generi legnosi del Madagascar.
- Bellis lineage: comprende le sottotribù eurasiatiche e una sottotribù africana.
- Aster lineage: include i generi asiatici di Asterinae e i principali gruppi dell'Australia e dell'Oceania.
- Baccharis lineage: include alcuni gruppi sudamericani.
- North American lineage: include la vasta gamma di sottotribù del Nordamerica, Messico e alcuni gruppi distribuiti nel Sudamerica.

Il genere  Ericameria  (insieme alla sottotribù Pentachaetinae) è incluso nel lignaggio "North American lineage". La sottotribù è suddivisa in due gruppi: "Pentachaeta group" e "Ericameria group". Il genere di questa voce appartiene al gruppo "Ericameria".
I caratteri distintivi del genere sono:
- il portamento delle specie è arbustivo;
- le varie parti delle piante non sono spinose;
- le setole del pappo sono quasi tutte della stessa lunghezza.

Il numero cromosomico delle specie di questo genere è: 2n = 18.
In precedenti trattazioni le specie di questo genere erano descritte all'interno del genere Haplopappus Cassini nelle seguenti sezioni:
- sect. Asiris H. M. Hall;
- sect. Ericameria (Nuttall) A. Gray;
- sect. Macronema (Nuttall) A. Gray;
- sect. Stenotopsis (Rydberg) H. M. Hall.

### Elenco delle specie
Questo genere ha 37 specie:
A - B - C
- Ericameria albida (M.E.Jones ex A.Gray) L.C.Anderson
- Ericameria arborescens (A.Gray) Greene
- Ericameria arizonica R.P.Roberts, Urbatsch & J.Anderson
- Ericameria bloomeri J.F.Macbr.
- Ericameria brachylepis H.M.Hall
- Ericameria cervina Rydb.
- Ericameria compacta (H.M.Hall) G.L.Nesom
- Ericameria cooperi H.M.Hall
- Ericameria crispa (L.C.Anderson) G.L.Nesom
- Ericameria cuneata McClatchie

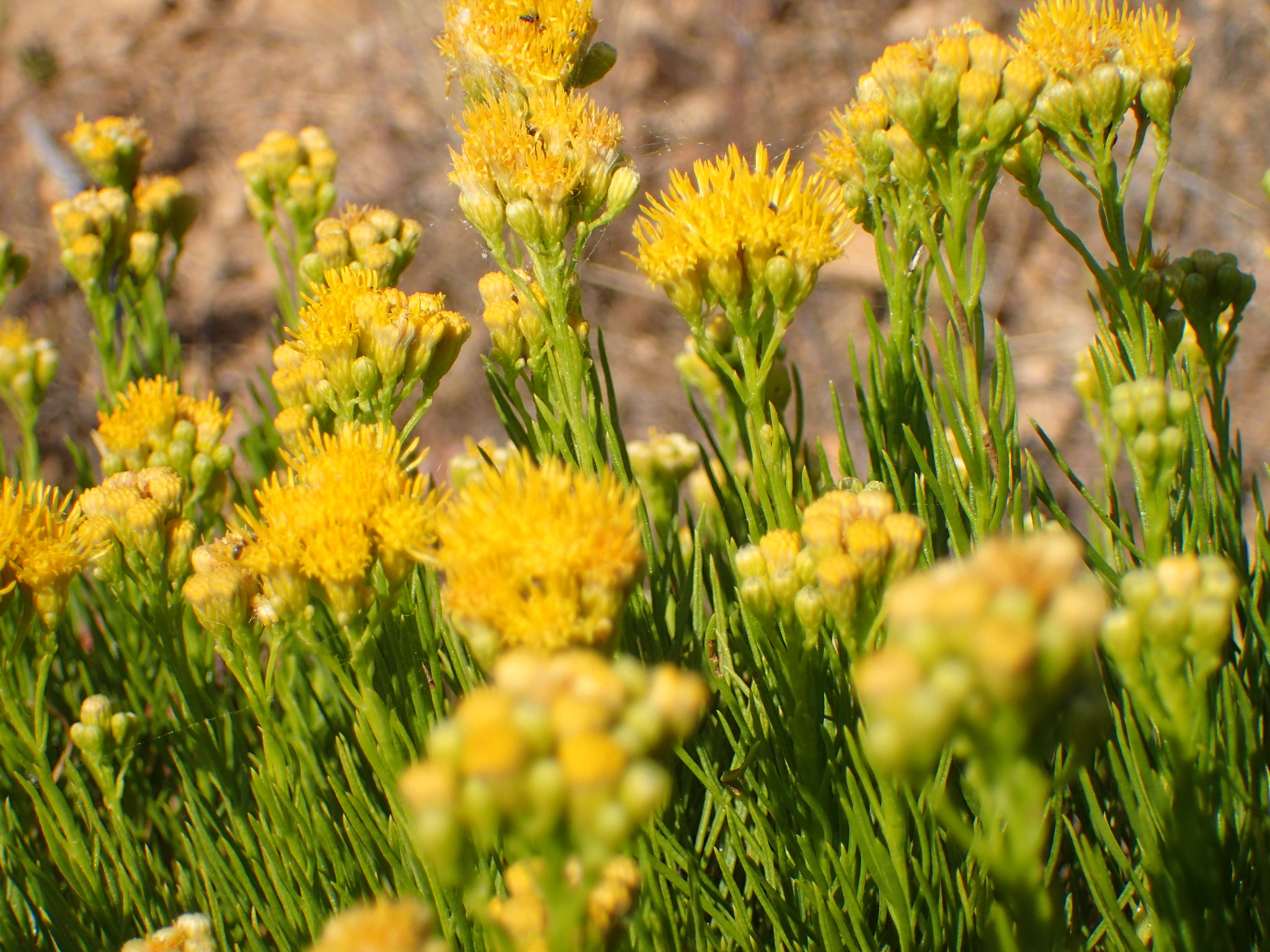
Ericameria arborescens
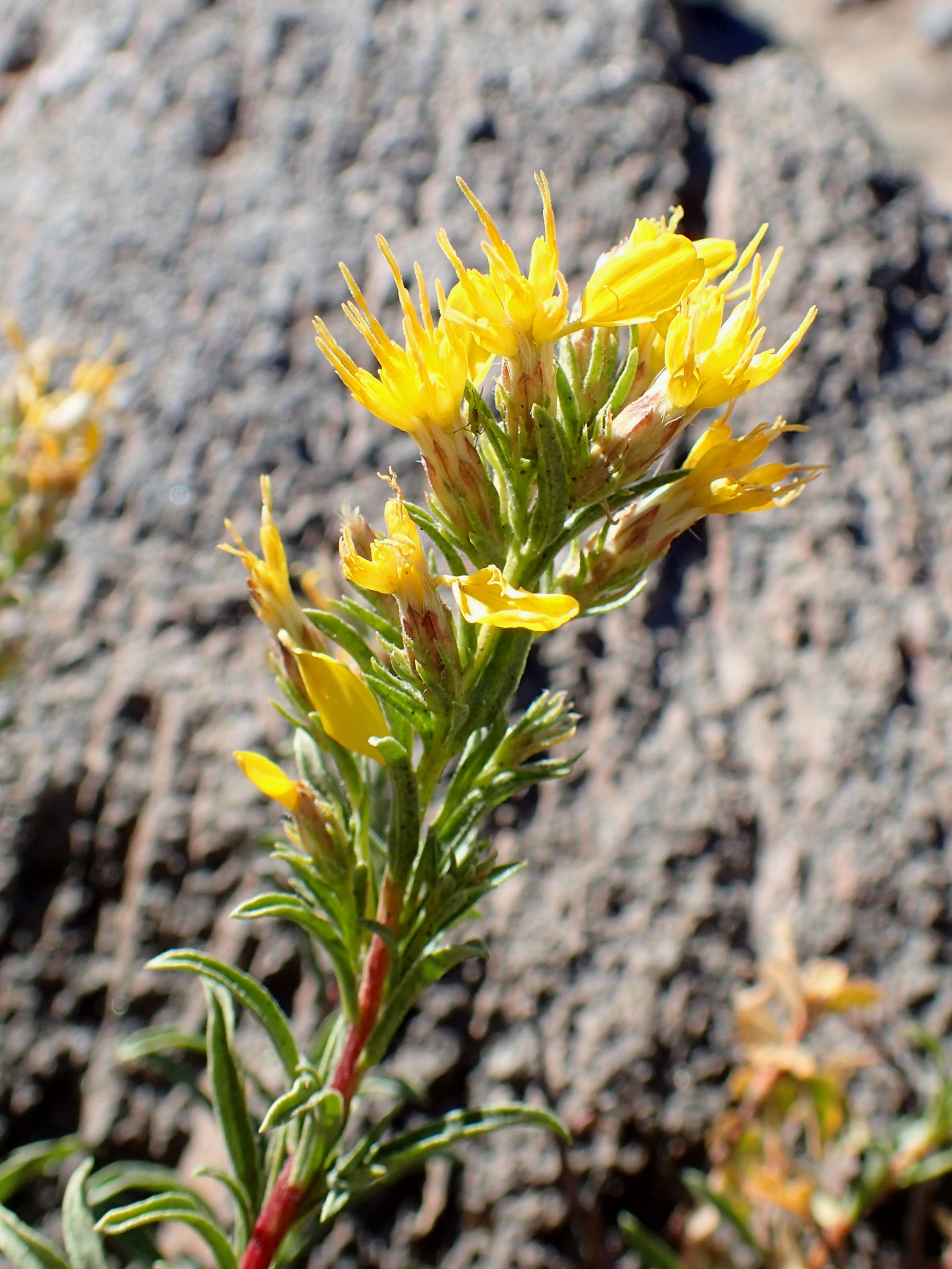
Ericameria bloomeri
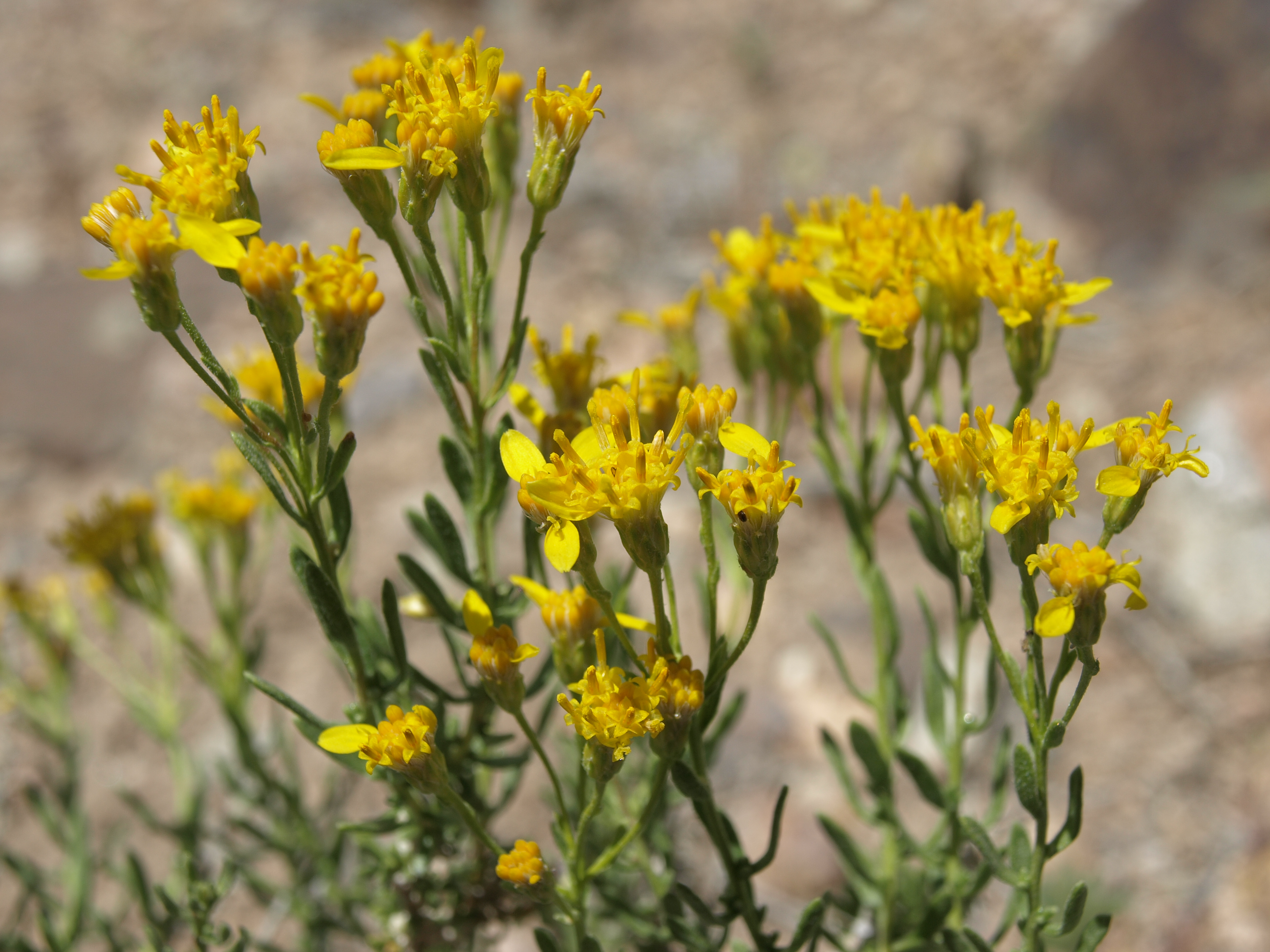
Ericameria cooperi
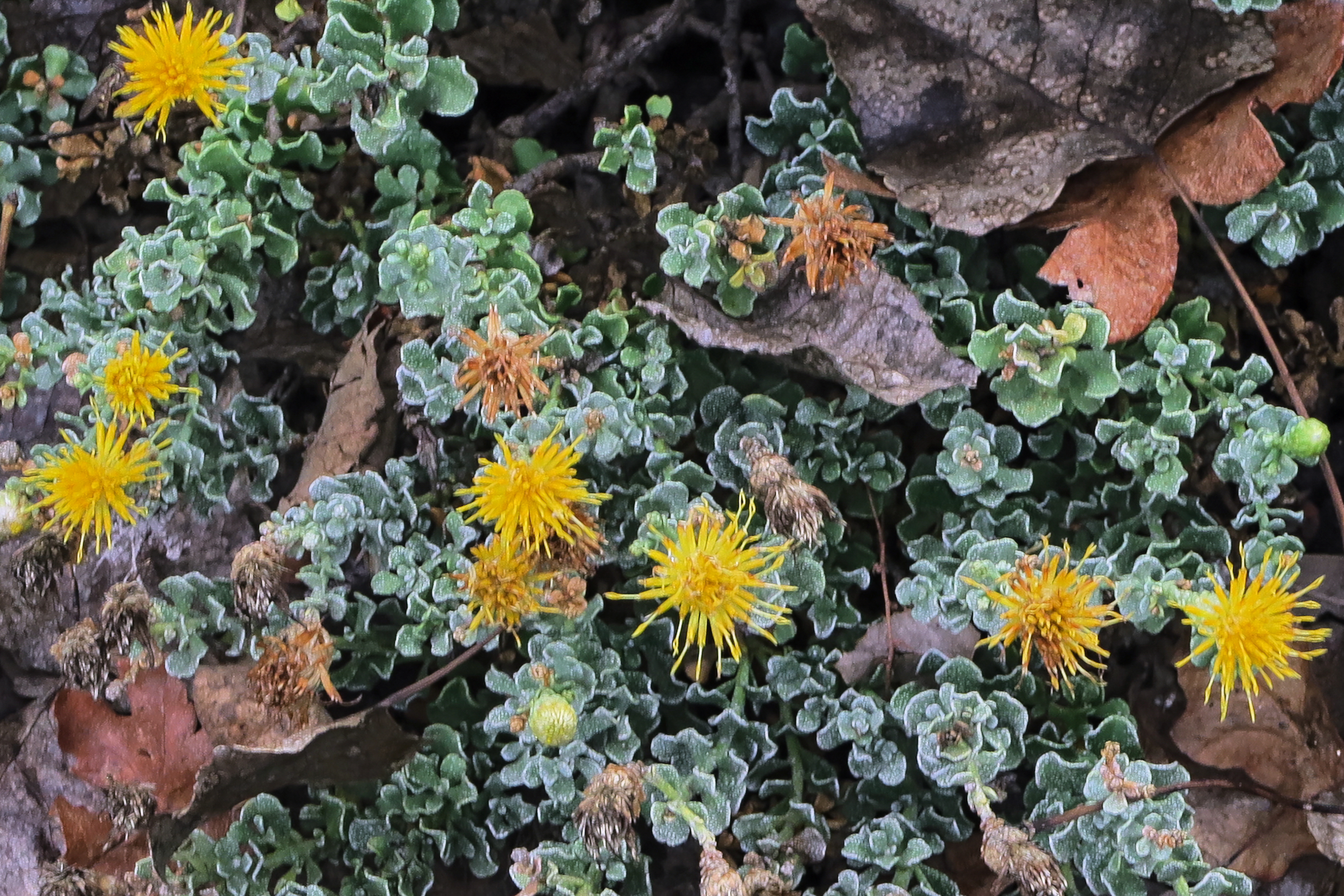
Ericameria cuneata

D...L
- Ericameria discoidea (Nutt.) G.L.Nesom
- Ericameria ericoides (Less.) Nutt. ex Jeps.
- Ericameria fasciculata J.F.Macbr.
- Ericameria gilmanii (S.F.Blake) G.L.Nesom
- Ericameria greenei (A.Gray) G.L.Nesom
- Ericameria juarezensis (Moran) Urbatsch
- Ericameria laricifolia (A.Gray) Shinners
- Ericameria lignumviridis (S.L.Welsh) G.L.Nesom
- Ericameria linearifolia (DC.) Urbatsch & Wussow
- Ericameria linearis (Rydb.) R.P.Roberts & Urbatsch

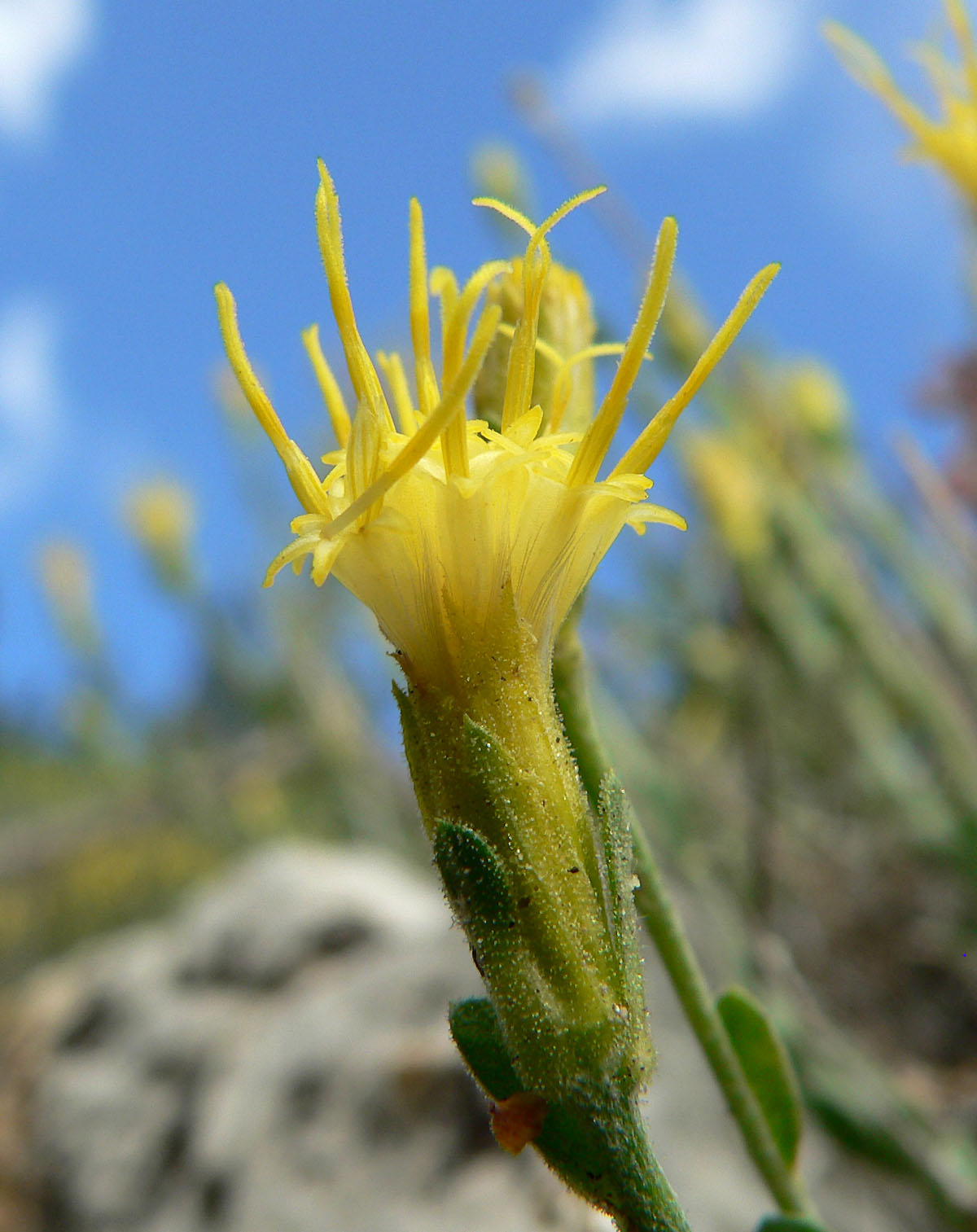
Ericameria discoidea
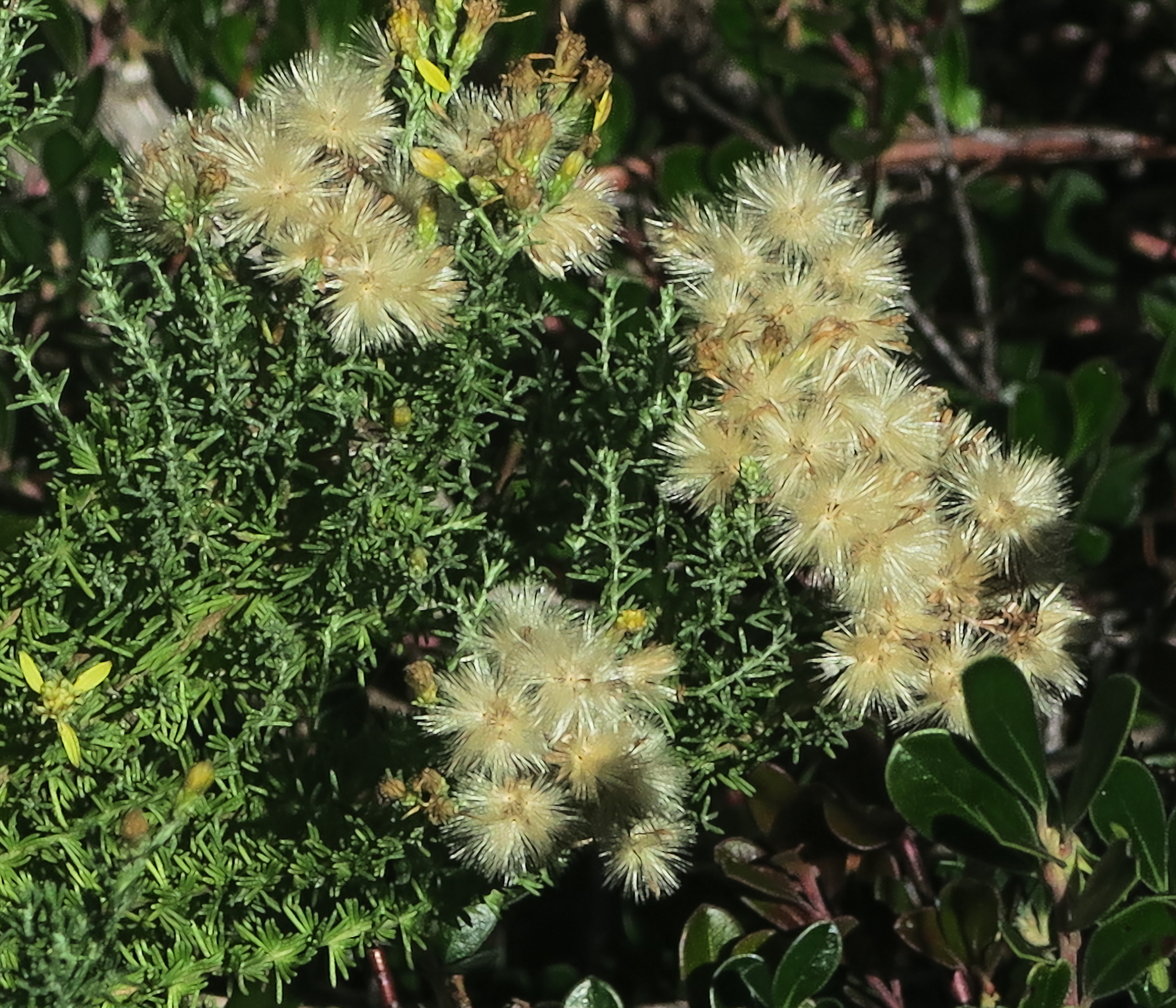
Ericameria ericoides
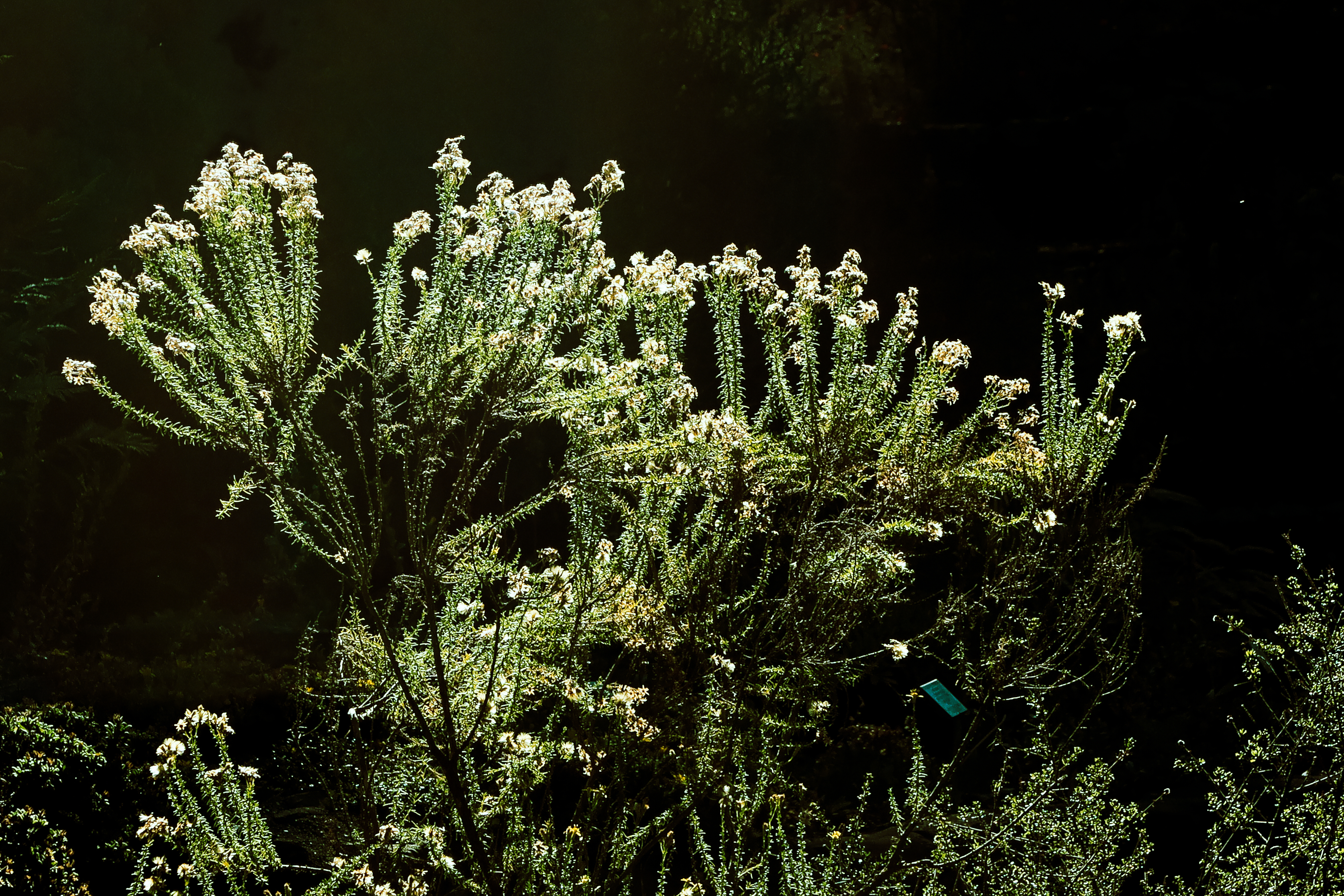
Ericameria fasciculata
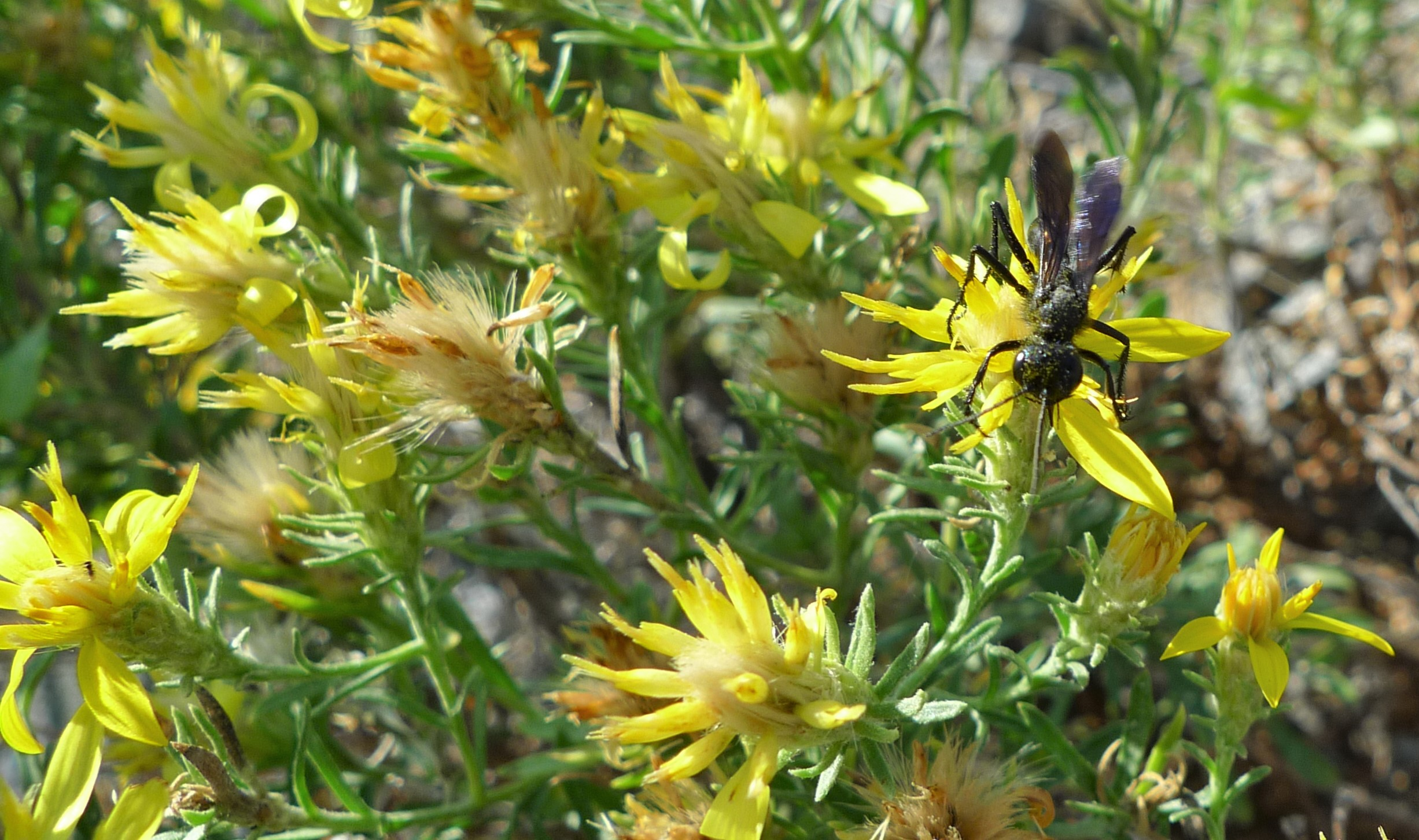
Ericameria greenei
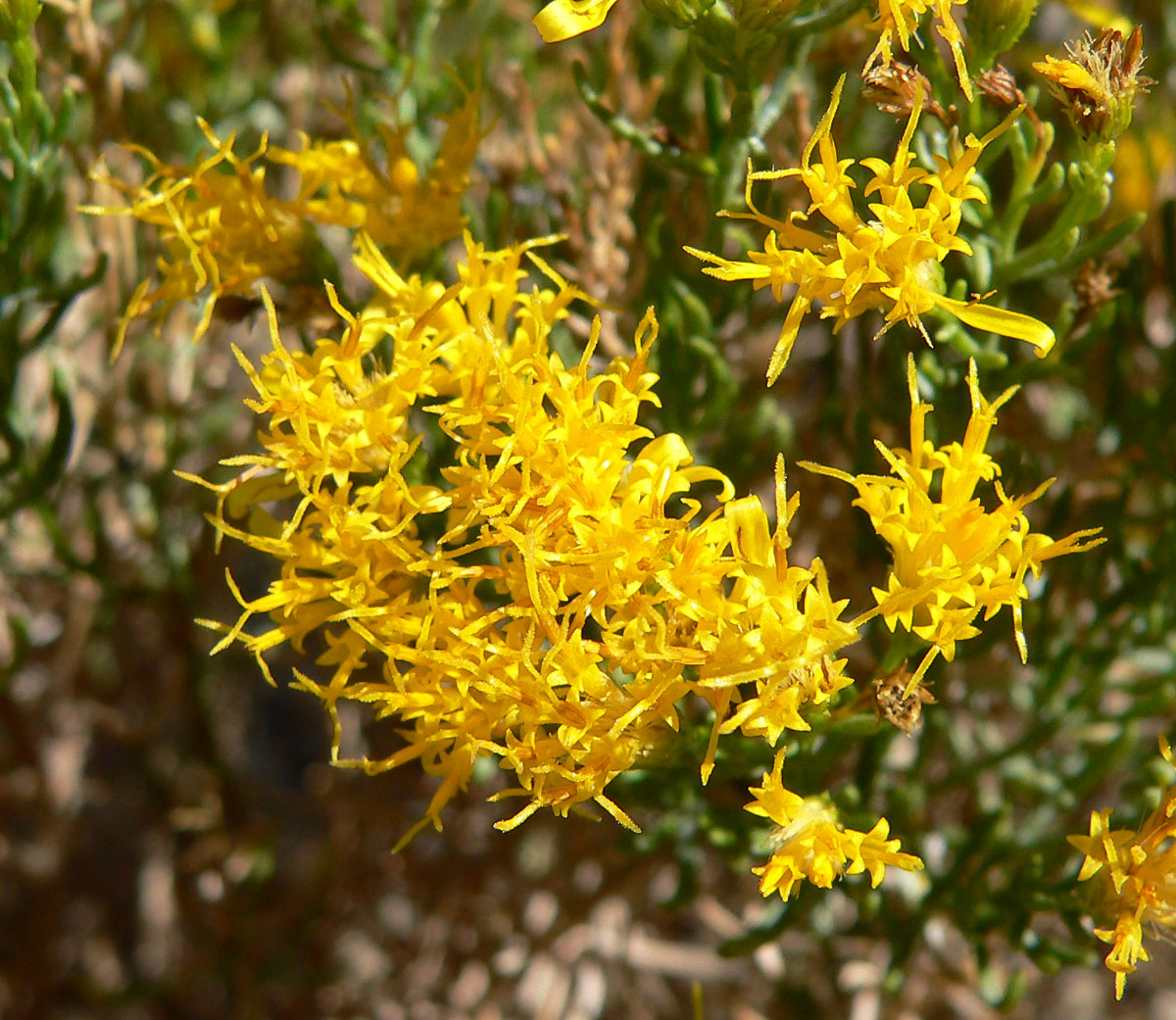
Ericameria laricifolia
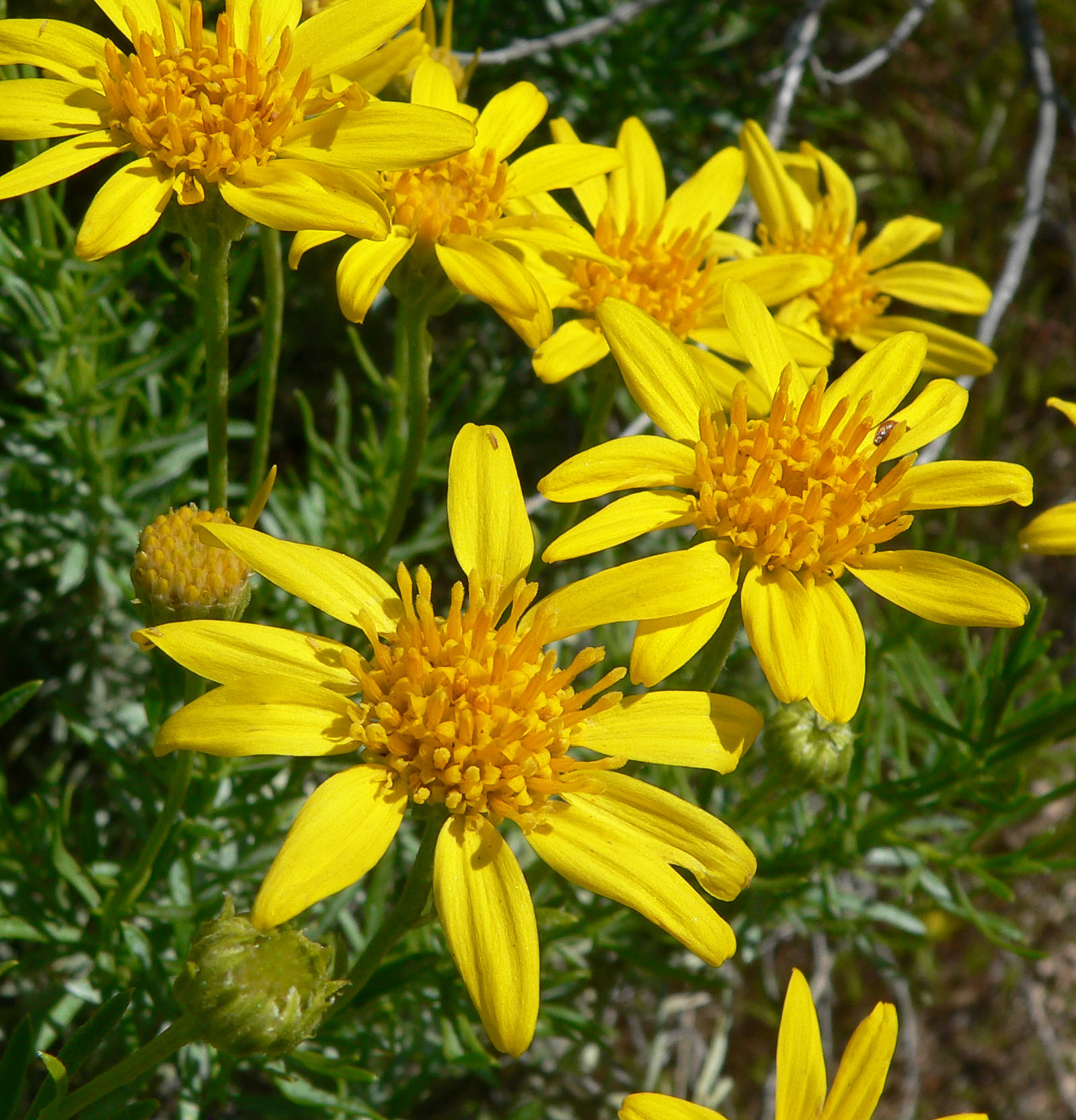
Ericameria linearifolia

M...P
- Ericameria martirensis Wiggins
- Ericameria monocephala (A.Nelson & P.B.Kenn.) D.W.Taylor
- Ericameria nana Nutt.
- Ericameria nauseosa (Pall. ex Pursh) G.L.Nesom & G.I.Baird
- Ericameria obovata (Rydb.) G.L.Nesom
- Ericameria ophitidis (J.T.Howell) G.L.Nesom
- Ericameria palmeri (A.Gray) H.M.Hall
- Ericameria paniculata (A.Gray) Rydb.
- Ericameria parishii H.M.Hall
- Ericameria parryi (A.Gray) G.L.Nesom & G.I.Baird
- Ericameria pinifolia H.M.Hall

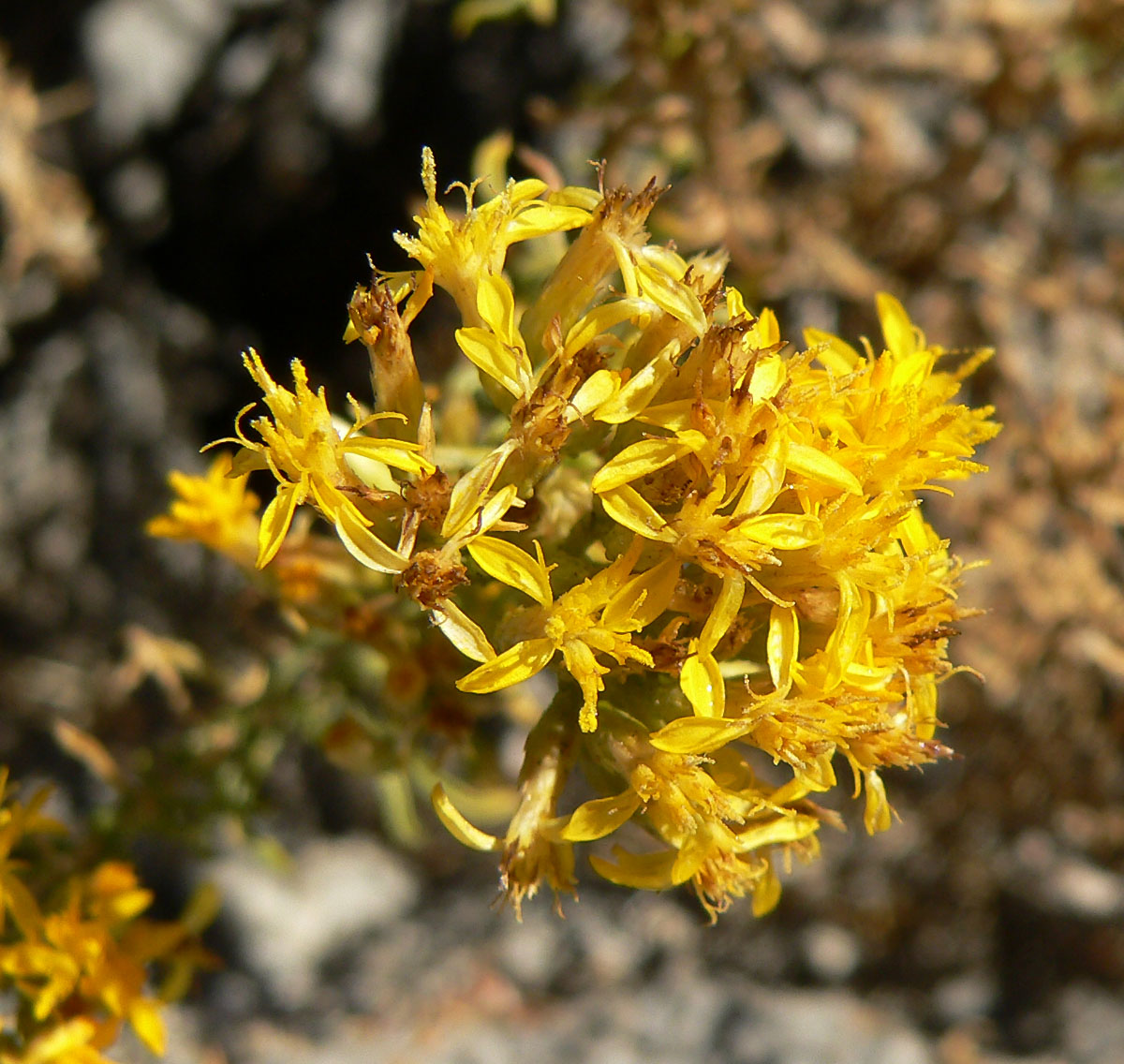
Ericameria nana
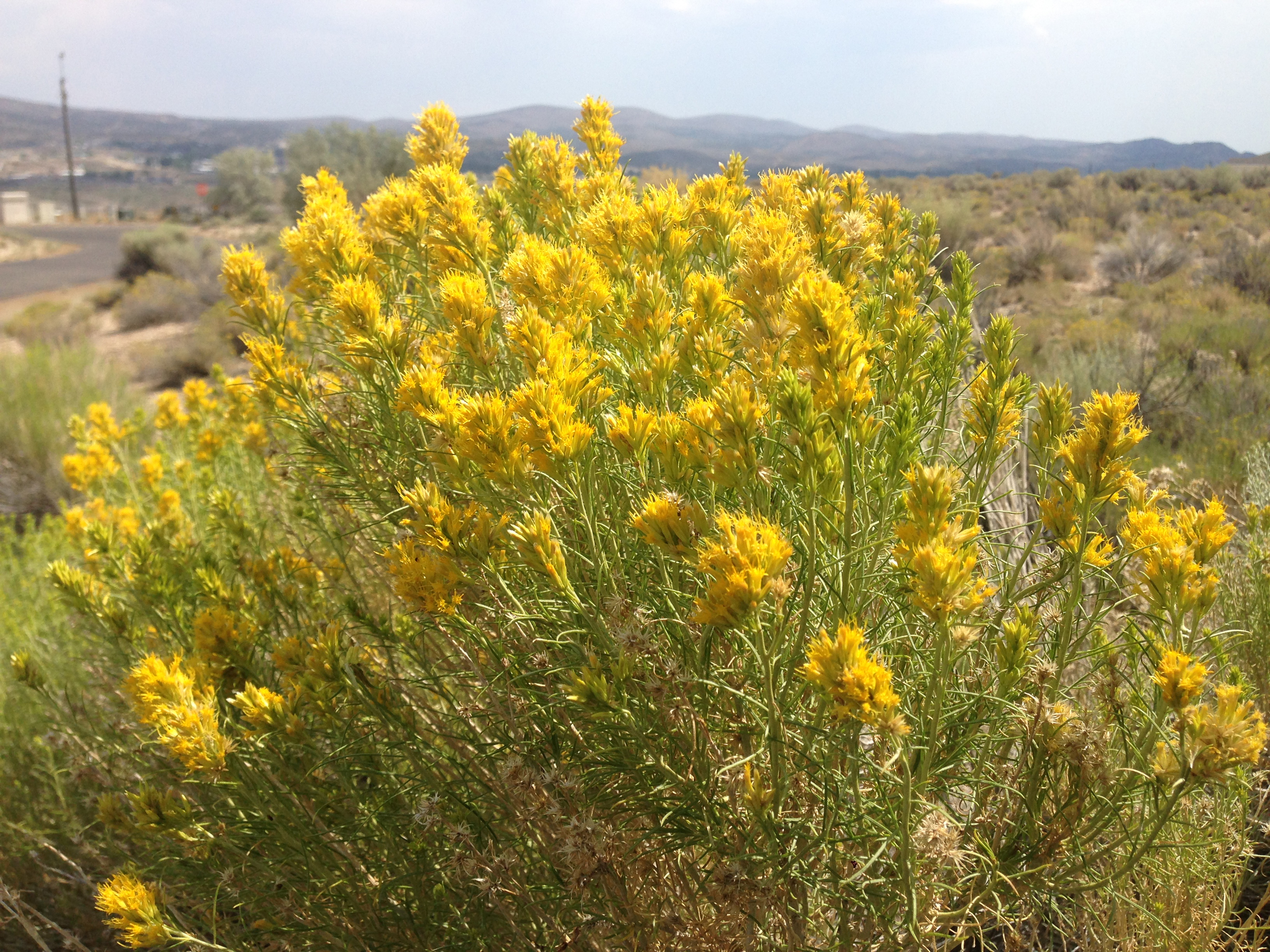
Ericameria nauseosa
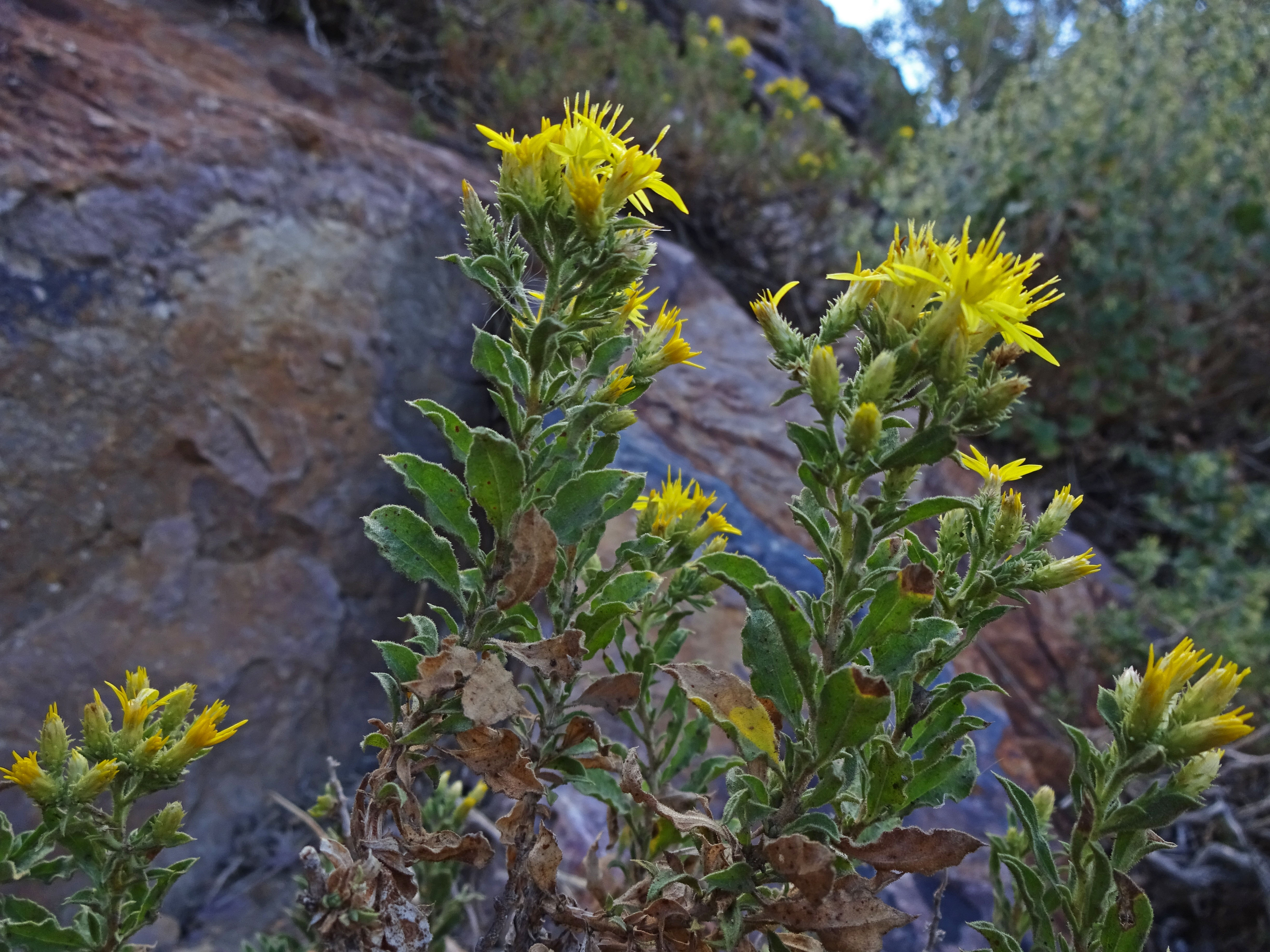
Ericameria obovata
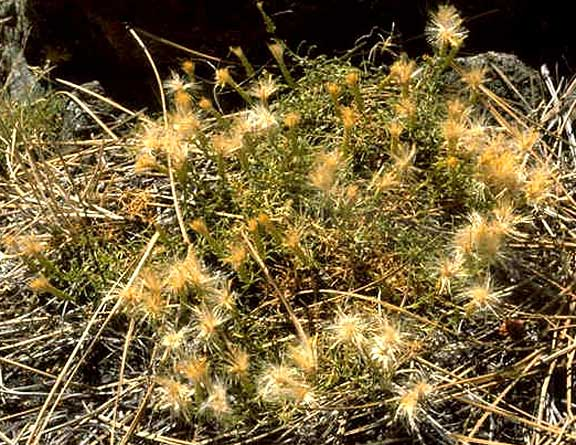
Ericameria ophitidis
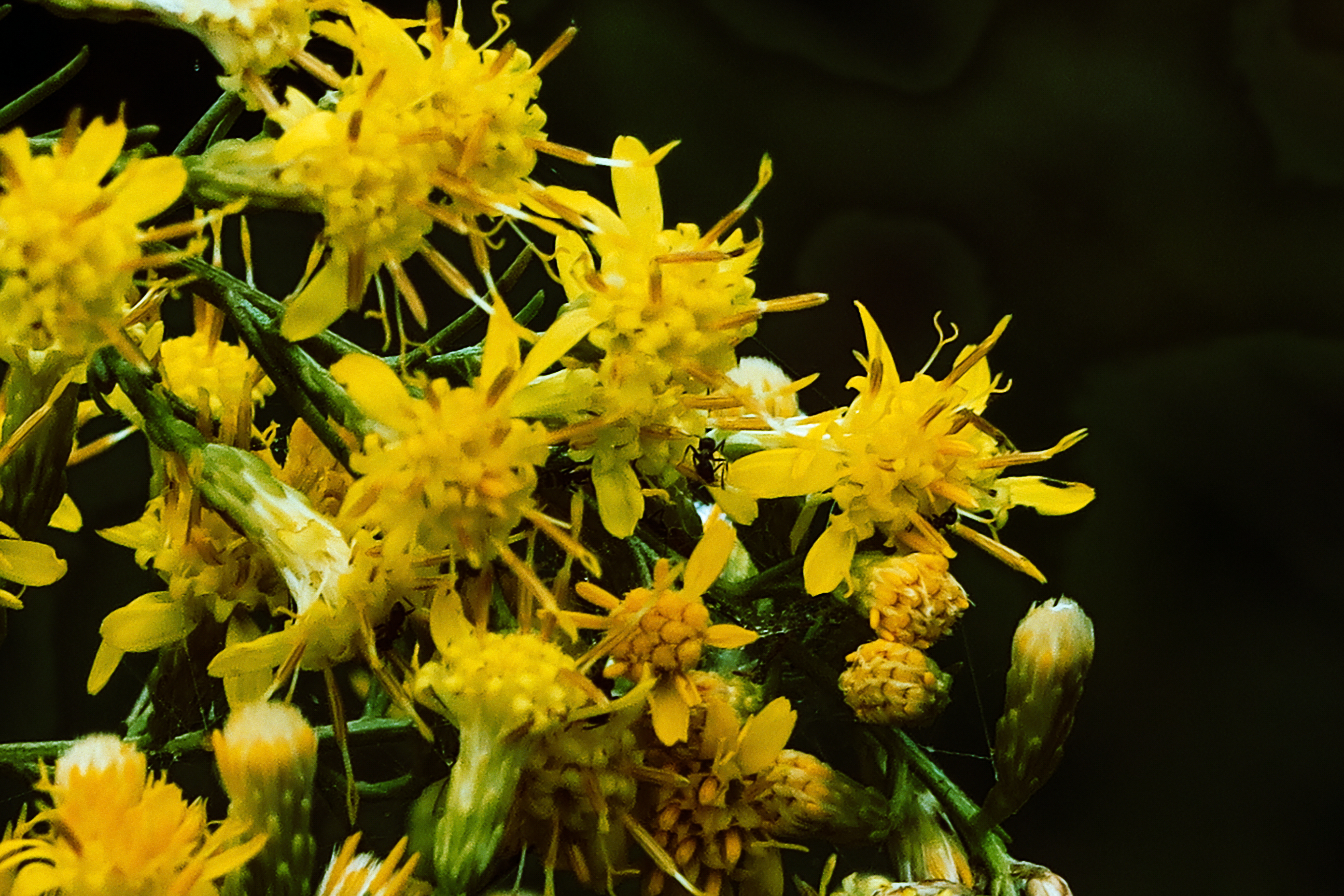
Ericameria palmeri
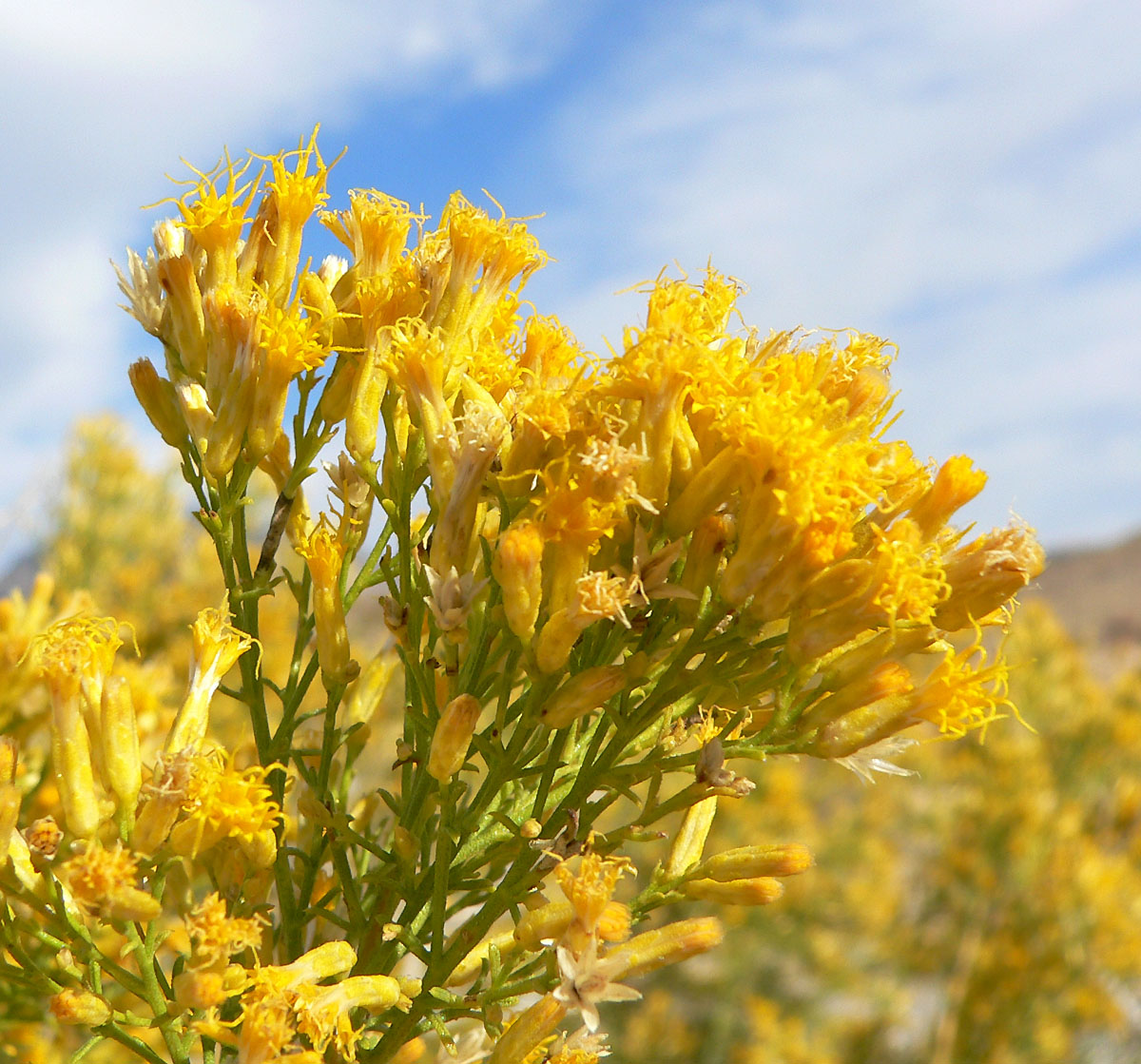
Ericameria paniculata
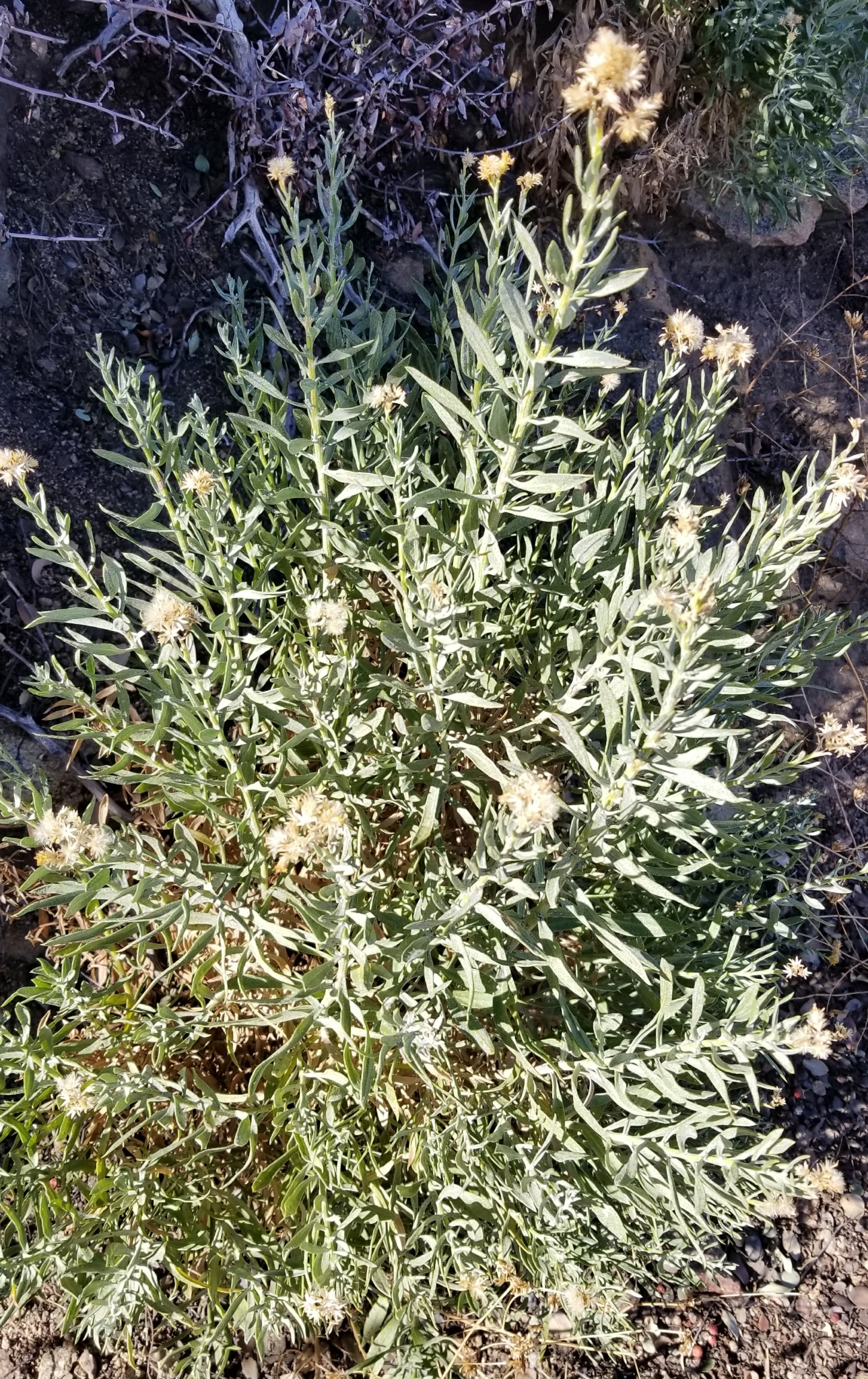
Ericameria parishii
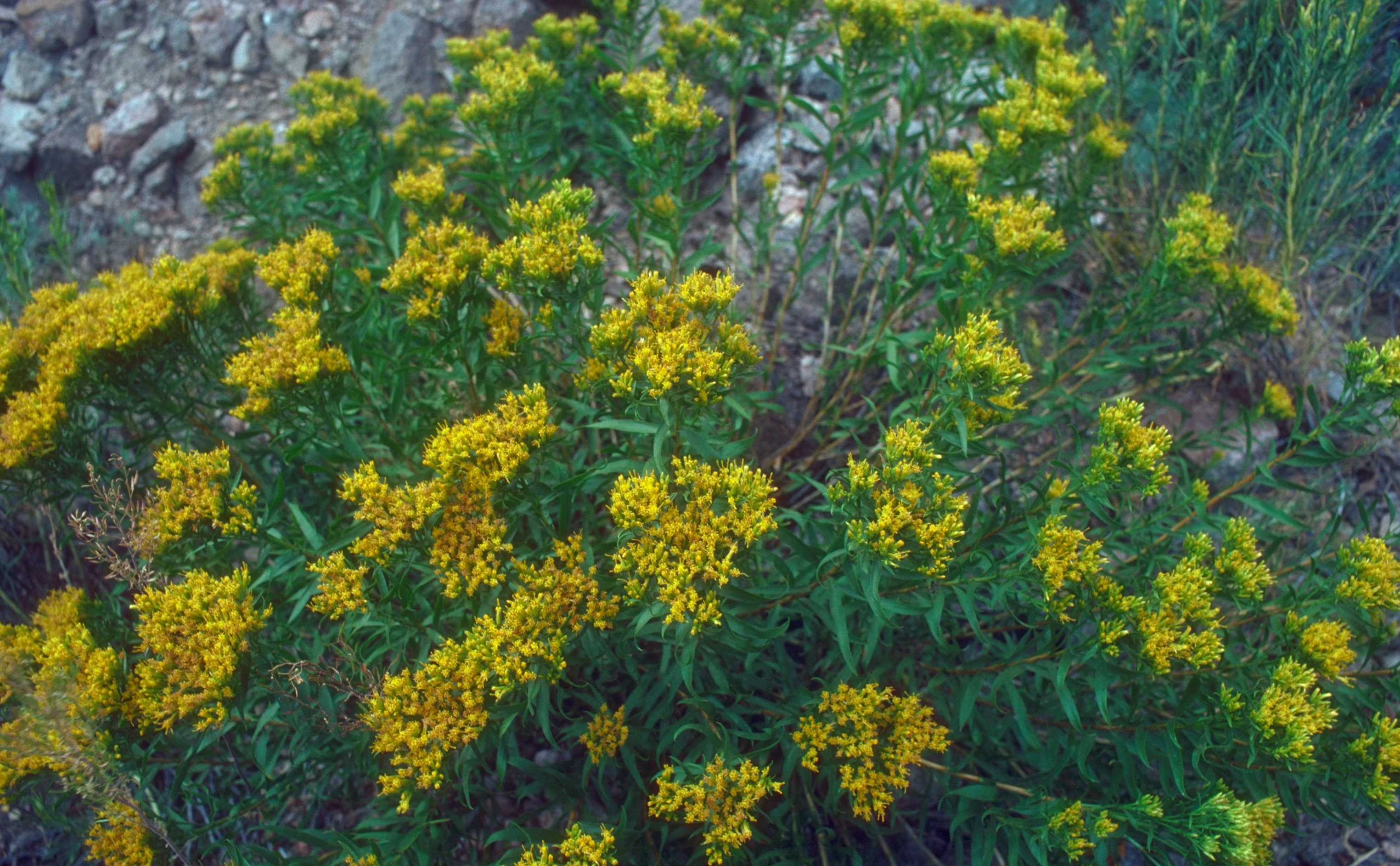
Ericameria parryi
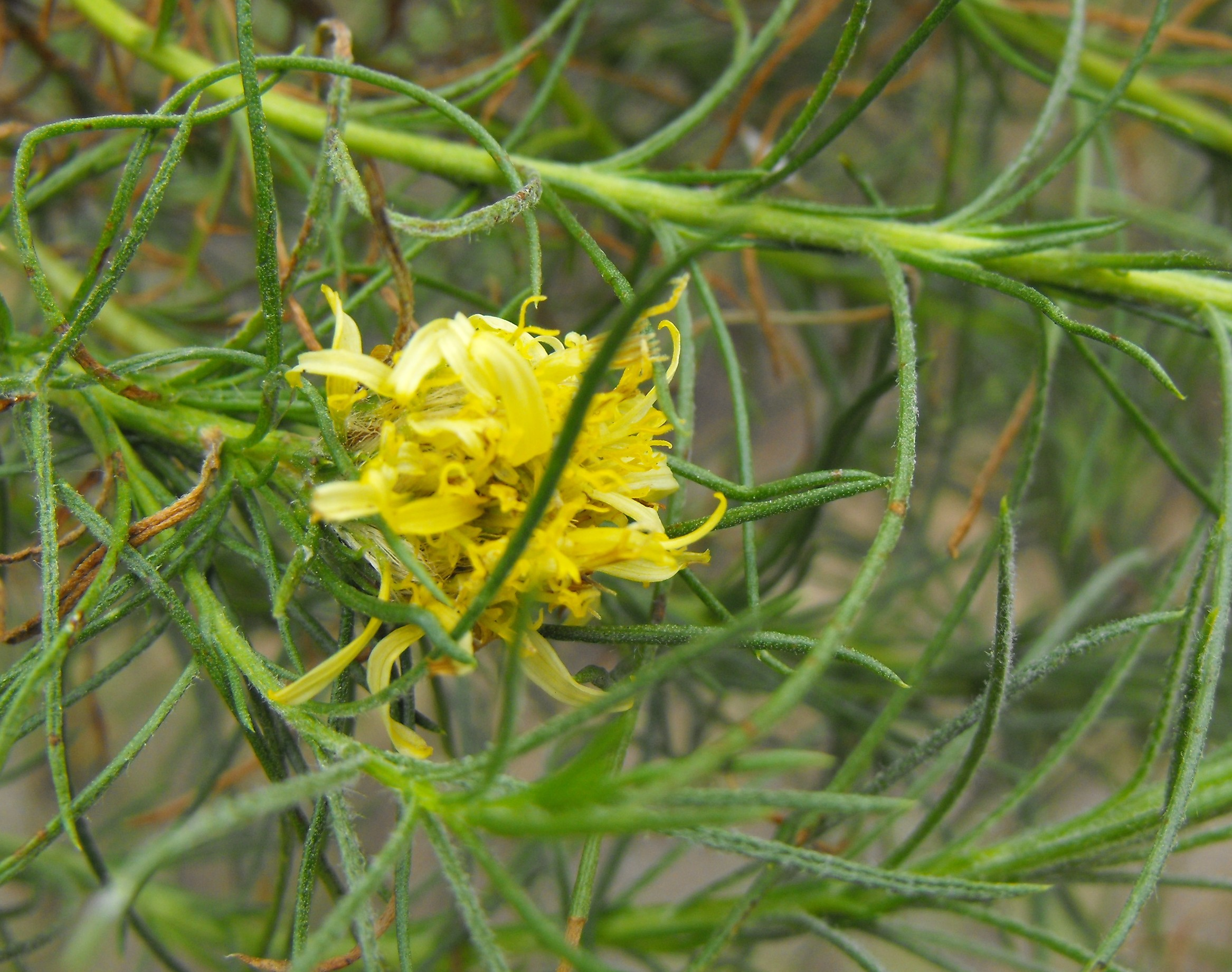
Ericameria pinifolia

R...Z
- Ericameria resinosa Nutt.
- Ericameria suffruticosa (Nutt.) G.L.Nesom
- Ericameria teretifolia Jeps.
- Ericameria watsonii (A.Gray) G.L.Nesom
- Ericameria winwardii (Dorn & Delmatier) R.P.Roberts & Urbatsch
- Ericameria zionis (L.C.Anderson) G.L.Nesom

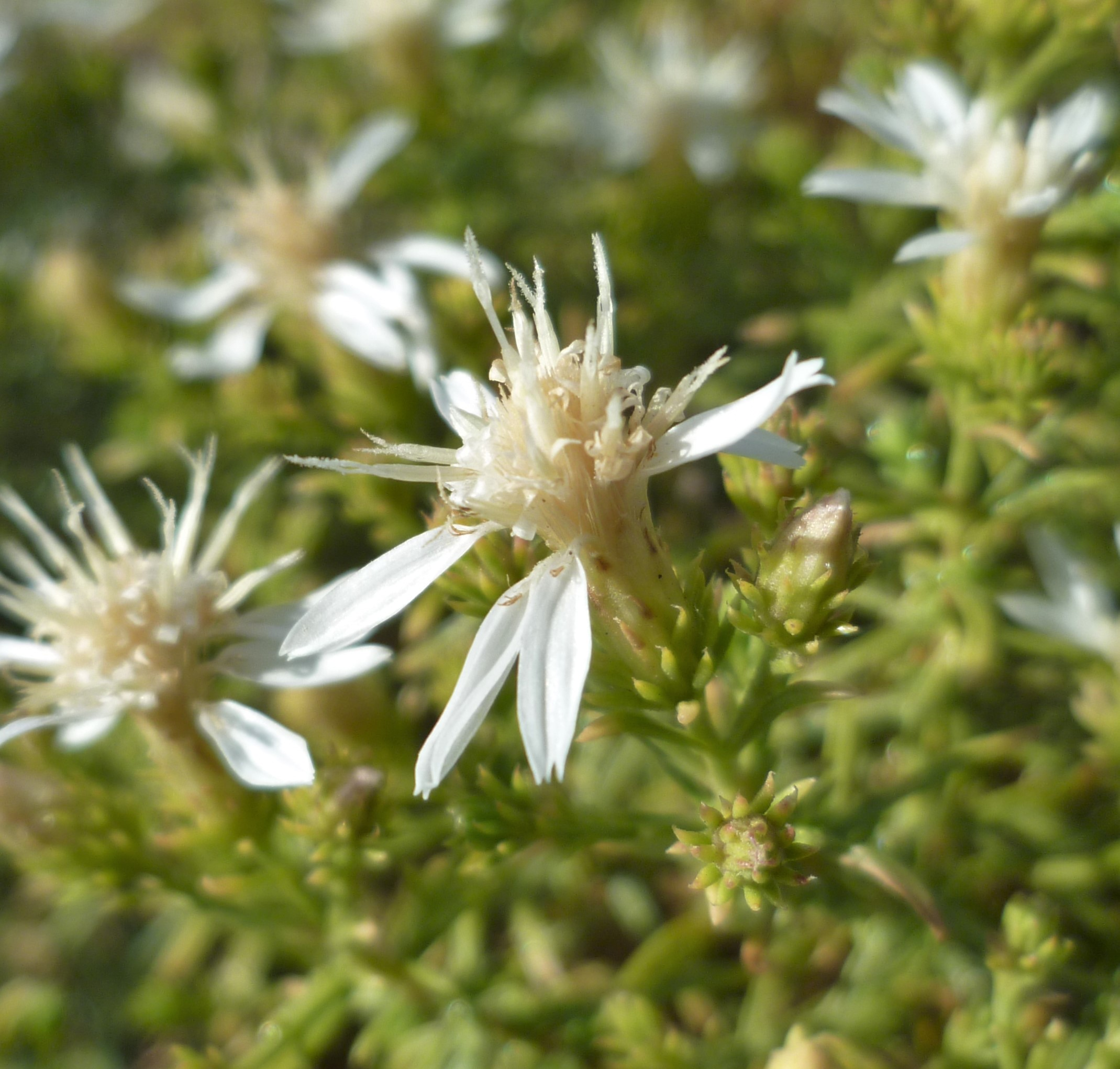
Ericameria resinosa
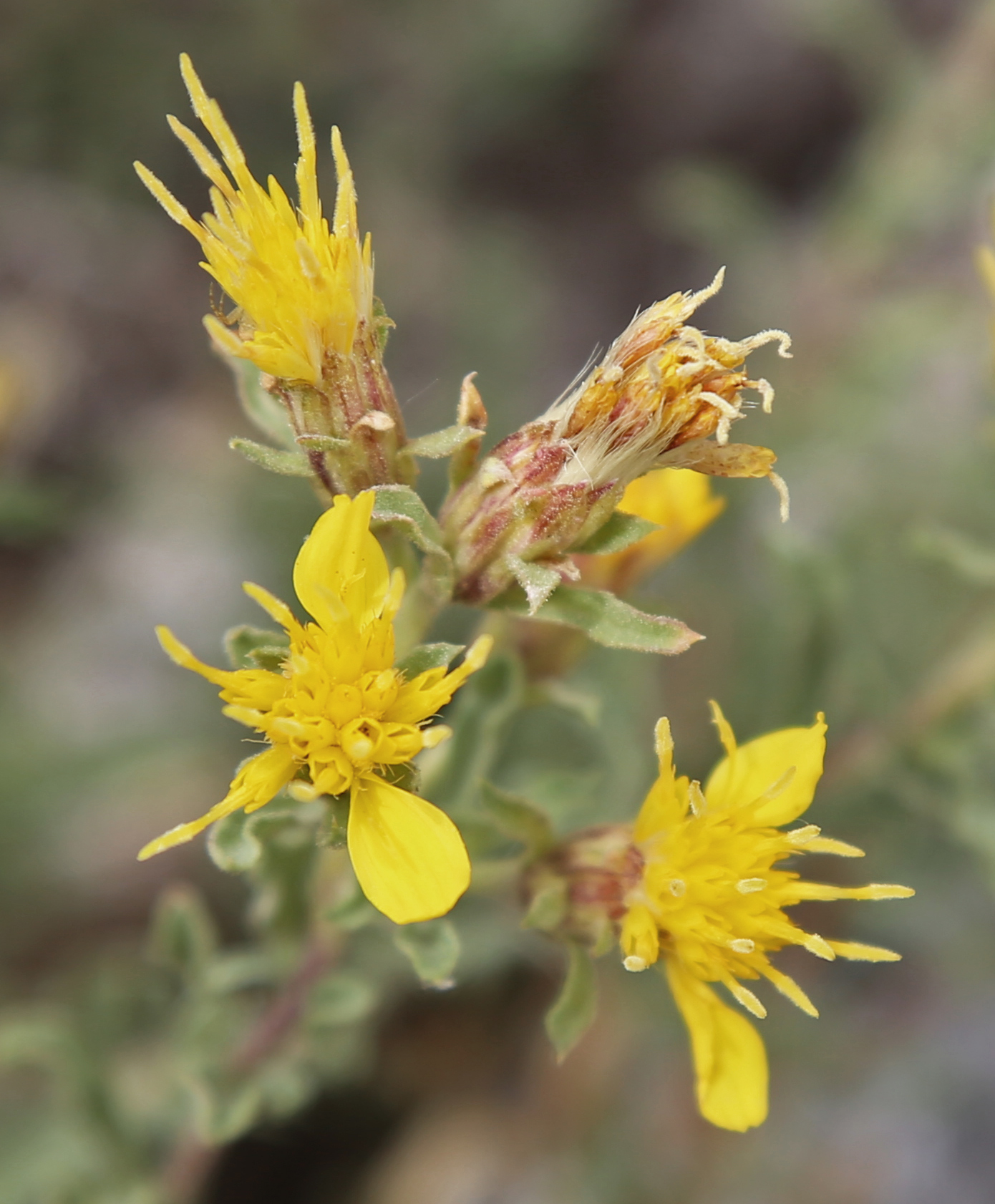
Ericameria suffruticosa
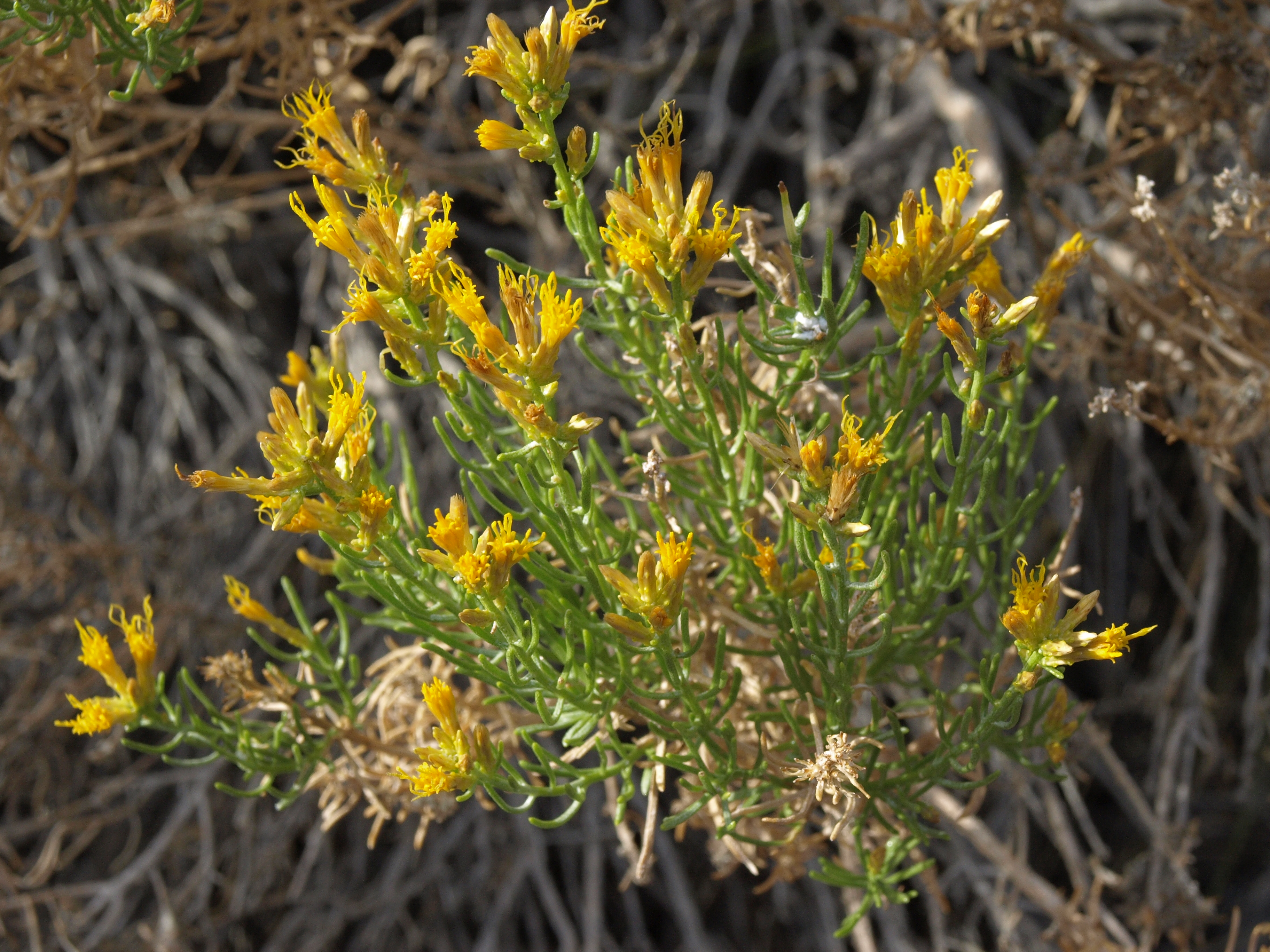
Ericameria teretifolia

### Sinonimi
Sono elencati alcuni sinonimi per questa entità:
- Macronema Nutt.
- Stenotopsis  Rydb.
- Tumionella  Greene